# Martin Krause
Martin Krause (17. července 1853 Lobstädt – 2. srpna 1918 Plattling) byl německý klavírní virtuos, hudební pedagog a spisovatel.

## Životopis
Martin Krause se narodil v roce 1853 jako nejmladší syn učitele a kantora Johanna Carla Friedricha Krause ve vesnici Lobstädt nedaleko Lipska. Po skončení vesnické školy studoval na učitelském semináři v blízkém městě Borna a ve školním roce 1875/1876 přešel na Královskou konzervatoř v Lipsku (Königliche Konservatorium der Musik), kde jej také vyučoval Carl Reinecke.
V roce 1882 se setkal s Francem Lisztem a stal se žákem jeho mistrovské školy. Poté se usadil v Lipsku, kde vyučoval hře na klavír. Jako nadšený Lisztův žák založil v Lipsku první Společnost Franze Liszta (Franz-Liszt-Verein) a publikoval v časopisech.
Od roku 1882 byl Martin Krause profesorem Královské hudební akademie (Königlichen Akademie der Tonkunst) v Mnichově, odkud přešel na Sternovu konzervatoř v Berlíně. Zemřel v roce 1918 během dovolené v dolnobavorském Plattlingu.

## Dílo
- Wagner-Kalender 1908 aus Anlass des 25. Todestages Richard Wagners, hrsg. von Martin Krause, Berlin: Virgil-Verlag 1908

## Žáci
- Claudio Arrau (1903–1991)
- Edwin Fischer (1886–1960)
- Antonin Foerster (1867–1915)
- Manuel María Ponce (1882–1948)